# Beastwars
Beastwars (englisch: Bestienkriege) sind eine 2007 in Wellington gegründete Sludge- und Stoner-Doom-Band.

## Geschichte
Beastwars wurden von Nathan Hicke und Clayton Anderson mit der Intention gegründet, als Verbindung von Kyuss und The Cult aufzutreten. Beide Musiker benennen diese Bands als zentrale Anknüpfungspunkte für ihr eigenes musikalisches Konzept. Hicke und Anderson luden James Woods als Bassisten hinzu und gestalteten gemeinsam eine rein instrumentale Musikgruppe. Nachdem beim ersten Auftritt der Gruppe Matt Hyde aus dem Publikum heraus zu den gespielten Stücken mitsang, wurde er als fester Sänger in die Gruppe aufgenommen. Nach weiteren Auftritten in Wellington nahm die Band, aufgrund der Nachfrage des Publikums, binnen fünf Tagen ihr erstes Album auf. Das selbstbetitelte Debüt wurde von Dale Cotton, der bereits für High Dependency Unit, Sola Rosa und Dimmer gearbeitet hatte, aufgenommen und produziert. Für das Mastering wurden die Aufnahmen in die Vereinigten Staaten gesandt, wo John Golden, der sich zuvor für das Faith-No-More-Album The Real Thing eingebracht hatte, das Album abmischte. Beastwars ist als apokalyptisches Konzeptalbum über den Weltuntergang aus Sicht eines Außerirdischen angelegt. Die beiden folgenden Alben orientierten sich ebenfalls an diesem Grundkonzept. Das Album wurde am 9. Mai 2011 über das eigens dazu von Universal Records eingerichtetem Sublabel Destroy Records veröffentlicht. Es wurde überwiegend positiv besprochen, erreichte am 23. Mai des gleichen Jahres den 15. Platz der neuseeländischen Albumcharts und wurde für die New Zealand Music Awards als bestes Rock-Album und Album mit der besten Covergestaltung nominiert. Für das von Nick Keller gestaltete Artwork erhielt die Gruppe den Preis; als bestes Rock-Album wurde jedoch Ignite von Shihad ausgezeichnet. Seither traten Beastwars mit High on Fire, The Melvins, Kyuss Lives!, Helmet, Broozer, Black Cobra sowie Fu Manchu auf. Zwei Jahre nach diesem Debütalbum veröffentlichten Beastwars am 19. April 2013 ihr zweites Album, Blood Becomes Fire. Es wurde von Cotton produziert und erhielt wie der Vorgänger überwiegend positive Rezensionen. Das Album erreichte den zweiten Platz der neuseeländischen Albumcharts. In den folgenden Jahren trat die Gruppe weiterhin in Neuseeland und Australien auf. Am 22. April 2016 folgte das dritte Studioalbum The Death of All Things, das am 2. Mai den fünften Platz der neuseeländischen Albumcharts errang. Die Musiker beendeten mit The Death of All Things vorerst die Bandgeschichte und lösten die Gruppe auf.
Im Oktober 2017 gab die Band bekannt, dass Matt Hydes an einem Non-Hodgkin-Lymphom erkrankt sei. Die Band veröffentlichte zeitgleich einige T-Shirts und Vinylversionen ihrer Alben, die zur finanziellen Unterstützung des Sängers während der Therapie verkauft werden sollten. Hinzu initiierten die Musiker ein kleines Festival mit dem gleichen Zweck unter dem Titel Cancer Sucks. Im Juni 2018 gab die Band die Genesung des Sängers bekannt und bestritt eine kleine Neuseeland-Tournee.
Im Anschluss an die Auftritte beschloss die Gruppe neues Material einzuspielen. In einer Stellungnahme äußerte die Gruppe, dass sie trotz der guten Annahme der Behandlung durch den Sänger „die Band ein dringendes Bedürfnis, neue Songs aufzunehmen“ verspürt habe. So habe Hydes Erkrankung den Musikern das Bewusstsein und die Perspektive für die Bedeutung der Band den Mitgliedern verdeutlicht. IV wurde im Juni 2019 veröffentlicht.

## Stil
Beastwars werden vornehmlich dem Sludge sowie dem Stoner Doom zugerechnet, als weitere Facetten der Musik werden Doom Metal, Hard Rock und Southern Rock genannt. Hickey beschreibt die Idee hinter der Musik als den Versuch die Melodiephrasen von The Cult mit dem Groove und dem Riffing von Kyuss zu verbinden.
Laut handwritten-mag.de baut die Musik auf „tonnenschwere[n] Gitarrenriff“ auf, während die restliche Musik um das Riffing arrangiert wird. Auch Metal-News bestätigt diesen Eindruck. Ebenso bestätigt die Seite Mescalin-Injection die Bedeutung des Gitarrenspiels und nennt „Gitarren auf voller Dröhnung“ als Kennzeichen der Gruppe. Als weitere Kernelemente des Klangs werden „ein bösartig grummelnder Bass und Schlagwerk, welches in Mark und Bein geht“ benannt. Auf Metal-News wird der Rhythmus „zwischen harten, stampfenden Passagen und ruhigen, atmosphärischen Riffs“ verortet.
Neben dem Gitarrenspiel wird der Gesang häufig herausgestellt. Der Gesang wird als Keifen und Grölen beschrieben. Hydes wird ein „extrem heiseres Organ“ bescheinigt, dem mitunter Soul nachgesagt wird. Zur engeren Eingrenzung wurde Hydes einerseits mit Joe Cocker verglichen, andererseits wurde sein Gesang als vermeintlich angetrunken umschrieben. Laut Mescalin-Injection passt „die gequälte[…], wettergegerbte[…] (und whiskeybalsamierte[…]?) Reibeisenstimme […] haargenau ins instrumentale Gefüge“ der Gruppe. Nach handwritten-mag.de allerdings „schreit und jammert sich [Matt Hydes] durch die Songs als wenn es kein Morgen gibt, ohne aber Glanz und Einzigartigkeit auszustrahlen.“

## Diskografie
- 2010: When I’m King (Single, Destroy Records)
- 2011: Beastwars (Album, Destroy Records)
- 2012: Tower of Skulls (Single, Destroy Records)
- 2013: State Houses by the River / Cthulhu (Split-Single mit The Eastern, Rough Peel Records)
- 2013: Blood becomes Fire (Album, Destroy Records)
- 2016: The Death of All Things (Album, Destroy Records)
- 2019: IV (Album, Destroy Records)
- 2020: Live at San Fran (Live-Album, Download im Selbstverlag)
- 2023: Tyranny of Distance (Album, Destroy Records)